# Rabbie Namaliu
Rabbie Namaliu, właśc. sir Rabbie Langanai Namaliu (ur. 3 kwietnia 1947 w Raluanie na wyspie Nowa Brytania, zm. 31 marca 2023 w Rabaul) – papuański polityk i historyk, w latach 1988–1992 premier Papui-Nowej Gwinei oraz przewodniczący Partii Jedności Papui-Nowej Gwinei, w latach 1994–1997 przewodniczący parlamentu, dwukrotny minister spraw zagranicznych (1982–1984 i 2002–2006), trzykrotnie minister w innych resortach.

## Życiorys
Urodził się 3 kwietnia 1947 roku w miejscowości Raluana na należącej do ówczesnej Nowej Gwinei Australijskiej wyspie Nowa Brytania (obecnie prowincja Nowa Brytania Wschodnia).
Na University of Papua New Guinea zdobył bakalaureat, następnie kontynuował studia w kanadyjskiej Victorii, gdzie na tamtejszym uniwersytecie zdobył tytuł M.A. oraz honorowy Doctor of Laws (HON.LLD).
Był osobistym sekretarzem Michaela Somare’a, ostatniego premiera Terytorium Papui i Nowej Gwinei i pierwszego premiera niepodległej Papui. Podobnie jak jego patron, Namaliu swoją karierę polityczną związał z Partią Jedności Papui-Nowej Gwinei (Pangu Party). Następnie pracował w administracji rządowej jako komisarz dystryktu i przewodniczący Komisji Służby Publicznej. W 1982 został po raz pierwszy wybrany do parlamentu z okręgu obejmującego miasto Kokopo na Nowej Brytanii. W latach 1982–1984 był ministrem spraw zagranicznych, zaś od 1984 do 1985 ministrem przemysłu.
W 1988 doszło do skandalu korupcyjnego i wewnętrznych podziałów w koalicji popierającej rząd Paiasa Wingtiego, polityka Ludowego Ruchu Demokratycznego. Próbował on zawrzeć koalicję z Somare’em, który jednak zdecydował się przejść na polityczną emeryturę. Pod koniec czerwca Namaliu został nowym przewodniczącym Partii Pangu, stając się jednocześnie liderem opozycji, zaś 4 lipca objął urząd premiera Papui-Nowej Gwinei. Jego podstawowymi celami w czasie rządów było wprowadzenie poprawek do konstytucji, które zapewniłyby większą stabilność młodego państwa, oraz zapewnienie prawa i porządku. Obowiązki pełnił do 17 lipca 1992, kiedy nowym premierem został ponownie Wingti.
W latach 1994–1997 był przewodniczącym (speakerem) Parlamentu Narodowego. W 1996, jako były premier, uzyskał brytyjski tytuł szlachecki. W drugiej połowie lat 90. XX wieku związał się z nowym ugrupowaniem Somare’a Sojuszem Narodowym i jako polityk tego ugrupowania pełnił funkcje ministerialne. W latach 1998–1999 był ministrem ds. ropy naftowej i gazu, a od 2002 do 2006 ponownie ministrem spraw zagranicznych. W latach 2006–2007 pełnił funkcję ministra skarbu. W 2007 utracił miejsce w parlamencie.

## Życie prywatne
Żonaty, miał trzy córki i trzech synów.